# Machaeranthera heterophylla
Machaeranthera heterophylla là một loài thực vật có hoa trong họ Cúc. Loài này được R.L.Hartm. mô tả khoa học đầu tiên năm 1990.